# Benthochromis
Benthochromis (Gr.: „benthos“ = Tiefe + „chromis“ = alte Bezeichnung für Buntbarsche) ist eine Gattung aus der Familie der Buntbarsche (Cichlidae), die im ostafrikanischen Tanganjikasee endemisch ist.

## Merkmale
Benthochromis-Arten werden 15 bis 20 cm lang, Weibchen bleiben etwas kleiner. Der Körper der Fische ist langgestreckt und seitlich abgeflacht, das Auge groß, die Schwanzflosse ist gegabelt. Kennzeichnend für die Gattung sind die lang ausgezogenen Bauchflossen der Männchen, die bei Benthochromis tricoti mehr als 30 % der Standardlänge erreichen können, bei den beiden anderen Arten aber unterhalb von 25 % der Standardlänge bleiben. Die Rückenflosse ist lang und wird von zahlreichen Flossenstrahlen gestützt, 16 bis 19 Hart- und 10 bis 13 Weichstrahlen. Die Afterflosse besitzt drei Stacheln und 9 bis 11 Weichstrahlen. Die Fische besitzen 35 bis 38 Wirbel.

## Lebensweise
Im Unterschied zu den meisten anderen Tanganjikasee-Cichliden sind die Benthochromis-Arten keine Bewohner der küstennahen Felsbiotope, sondern leben in riesigen Schwärmen im Freiwasser, meist unterhalb einer Tiefe von 30 Metern, und ernähren sich von Plankton. Sie sind Maulbrüter und bilden eine Mutterfamilie.

## Arten
- Benthochromis horii Takahashi, 2008.
- Benthochromis melanoides (Poll, 1984).
- Benthochromis tricoti (Poll, 1948).